# Fairey Firefly
Pour les articles homonymes, voir Firefly.
Le Fairey Firefly (Luciole) est un chasseur embarqué monomoteur de la Fleet Air Arm de la Seconde Guerre mondiale du constructeur anglais Fairey Aviation.
Malgré une puissance de feu supérieure et de meilleures performances, le Firefly ne succéda que tardivement au Fairey Fulmar. Il fut dessiné à partir du concept de l'époque de la Fleet Air Arm (FAA) d'un avion de chasse et de reconnaissance biplace, le pilote et son navigateur étant placés dans des cellules séparées. L'appareil se voulait donc robuste, d'une grande autonomie et d'une logistique embarquée simple. Mais ces atouts induisaient une structure lourde qui handicapait ses performances générales.

## Conception
La naissance du projet remonte à 1940, le premier prototype vola en décembre 1941. Le Firefly était un monoplan entièrement métallique, à ailes basses repliables avec un moteur Griffon actionnant une hélice quadripale. Il était aussi équipé d'un train d'atterrissage et d'une crosse d'appontage escamotables. Une cabine entièrement vitrée logeait les 2 membres d'équipage.
Le Firefly avait de très bonnes caractéristiques de vol surtout à basse vitesse.

## Engagements

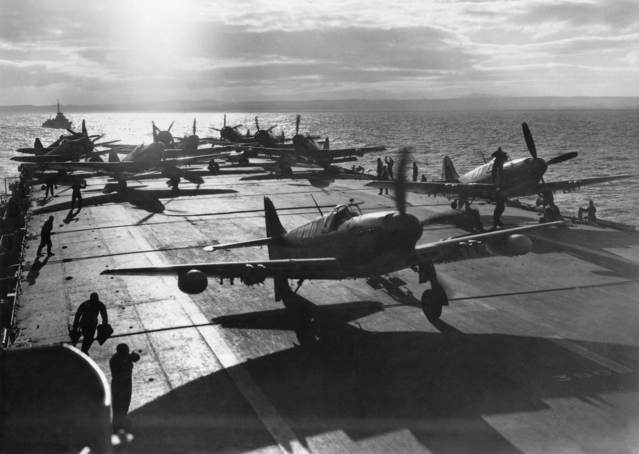
Fairey Firefly de l'aéronavale sur le porte-avions de la Royal Australian Navy au large de la Corée.

L'emploi en opération commença en octobre 1943 sur le porte-avions HMS Indefatigable. Les Firefly participèrent aux opérations contre le cuirassé allemand Tirpitz. Toujours à bord de l'HMS Indefatigable, ils se distinguèrent contre les Japonais en participant à toutes les opérations aéronavales, notamment la destruction des raffineries de Sumatra, et furent les premiers avions de la Fleet Air Arm au-dessus du Japon et de Tokyo.
Après la Seconde Guerre mondiale, ils continuèrent leur carrière notamment durant la guerre de Corée puis au sein des forces armées des Pays-Bas qui les utilisèrent entre autres lors de la bataille de la mer d'Arafura contre l'Indonésie en 1962.

## Pays utilisateurs
Seconde Guerre mondiale
 Royaume-Uni
- Fleet Air Arm

Après Guerre
 Australie
- Forces aériennes de la marine australienne
  - No. 723 Squadron RAN (en)
  - No. 724 Squadron RAN (en)
  - No. 725 Squadron RAN (en)
  - No. 816 Squadron RAN (en)
  - No. 817 Squadron RAN
  - No. 851 Squadron RAN (en)

 Canada
- Marine royale canadienne

 Danemark
- Armée de l'air royale danoise

 Éthiopie
- Force aérienne éthiopienne

 Pays-Bas
- Aéronautique navale néerlandaise

 Suède
- Le Svensk Flygtjanst AB (en) de Bromma utilisa plusieurs Firefly TT.1 entre 1949 et 1964[1].

 Thaïlande
- Force aérienne royale thaïlandaise utilisa des Firefly entre 1952 et 1966[2].

 Royaume-Uni
- Fleet Air Arm utilisa des Fireflies jusqu'en 1956 avant de les remplacer par des Fairey Gannet.

## Dans la culture populaire
Le roman Les éperviers de la mer de J. E. MacDonnell (J'ai lu leur aventure A61) relate l'engagement des Fairey Firefly durant la guerre de Corée, confrontés aux redoutables chasseurs à réaction MiG-15.